# Frequência superbaixa
Frequência superbaixa (em inglês:  Super low frequency - SLF) é a designação da União Internacional de Telecomunicações para ondas eletromagnéticas (ondas de rádio) na faixa de frequência entre 30 e 300 hertz. Eles têm comprimentos de onda correspondentes de 10.000 a 1.000 quilômetros. Esta faixa de frequência inclui as frequências das redes elétricas CA (50 hertz e 60 hertz). Outra designação conflitante que inclui esta faixa de frequência é Frequência Extremamente Baixa (ELF, sigla em inglês), que em alguns contextos se refere a todas as frequências até 300 hertz.
Devido à extrema dificuldade de construir transmissores que possam gerar ondas tão longas, frequências nesta faixa têm sido utilizadas em muito poucos sistemas de comunicação artificial. No entanto, as ondas SLF podem penetrar na água do mar a uma profundidade de centenas de metros. Portanto, nas últimas décadas, os militares de Estados Unidos, Rússia e Índia construíram enormes transmissores de rádio usando frequências SLF para comunicar com os seus submarinos. O serviço naval dos Estados Unidos é denominado Seafarer e opera a 76 hertz. Tornou-se operacional em 1989, mas foi descontinuado em 2004 devido aos avanços nos sistemas de comunicação VLF. O serviço russo chama-se ZEVS e opera a 82 hertz. A Marinha Indiana tem um recurso operacional de comunicação ELF na base naval INS Kattabomman para se comunicar com seus submarinos da classe Arihant e da classe Akula.
Os requisitos para receptores em frequências SLF são menos rigorosos do que para transmissores, porque a intensidade do sinal (definida pelo ruído atmosférico) está muito acima do nível de ruído do receptor, portanto, antenas pequenas e ineficientes podem ser usadas. Osradioamadores têm recebido sinais nesta faixa usando receptores simples construídos em torno de computadores pessoais, com antenas helicoidais conectadas à placa de som do PC. Os sinais são analisados por um algoritmo de transformação rápida de Fourier e convertidos em som audível.